# Stopplaats Haarle
Stopplaats Haarle (telegrafische code: hal) is een voormalige stopplaats aan de Spoorlijn Zwolle - Almelo, destijds geëxploiteerd door de Maatschappij tot Exploitatie van Staatsspoorwegen en aangelegd door de Staat der Nederlanden. De stopplaats lag ten noorden van het dorp Haarle. De stopplaats lag tussen de nog bestaande stations Raalte en Nijverdal. Stopplaats Haarle werd geopend in 1881. Wanneer de stopplaats gesloten is, is niet bekend, maar ze was nog opgenomen in de dienstregeling van 1929. Bij de stopplaats was een wachthuisje met het nummer 19. Dit is in 1903 geplaatst. Het wachthuisje had daarvoor dienstgedaan in de nabijheid van de Groningse stopplaats Middelstum bij eveneens het wachthuis nummer 19.
0: Zwolle ·
7,5: Laag Zuthem ·
12,4: Heino ·
18,1: Raalte ·
25,3: Haarle ·
30,1: Nijverdal West ·
31,3: Nijverdal ·
31,7: Nijverdal ·
39,8: Wierden ·
44,8: Almelo